# Абъек
Абъек (перс. آبیک‎, азерб. Oba) — город на севере Ирана, в провинции Казвин. Административный центр шахрестана Абъек. Население — 59,1 тыс. человек (2007). Абийек расположен на трассе Кередж-Казвин в 2 км от границы с останом Тегеран. В Абъеке расположены два университета: Басир и Технологический университет им. Джамшида Кашани.